# Phare de Capo Focardo
Le phare de Capo Focardo (en italien : Faro di Capo Focardo) est un phare actif situé à la pointe sud-est du golfe de Porto Azzurro commune de l'île d'Elbe (province de Livourne), dans la région de Toscane en Italie. Il est géré par la Marina Militare et le Parc national de l'archipel toscan.

## Histoire
Le phare a été érigé dans l'ancien Fort Focardo de Capoliveri,  une frazione de Porto Azzurro, construit au XVIIe siècle par Philippe III d'Espagne qui avait le contrôle de l'île d'Elbe. Le phare, construit en 1863, est juste à l'intérieur des hauts murs du fort.
Il est entièrement automatisé et alimenté par le réseau électrique.

## Description
Le phare  est une tour octogonale en maçonnerie de 13 m de haut, avec galerie et lanterne, placé au sommet de l'ancien fort. La tour est peinte en blanc et le dôme de la lanterne octogonale est gris métallique. Il émet, à une hauteur focale de 32 m, trois longs blancs toutes les 15 secondes. Sa portée est de 16 milles nautiques (environ 30 km) pour le feu principal et 11 milles nautiques (environ 20 km) pour le feu de veille.
Identifiant : ARLHS : ITA-022 ; EF-2040 - Amirauté : E1432 - NGA : 8948.

## Caractéristiques dufeu maritime
Fréquence : 15 s (W-W-W)
- Lumière : 1,5 seconde
- Obscurité : 2 secondes
- Lumière : 1,5 seconde
- Obscurité : 2 secondes
- Lumière : 1,5 seconde
- Obscurité : 6,5 secondes

|                 |
| Archipel Toscan |

### Lien connexe
- Liste des phares de l'Italie